# Place de la République (Buenos Aires)
Pour les articles homonymes, voir Place de la République.
La Place de la République (en espagnol Plaza de la República) est une vaste place de la ville de Buenos Aires, capitale de l'Argentine.

## Situation et accès
Elle est située dans le quartier de San Nicolás à l'intersection des trois grandes artères de la ville : Avenida 9 de julio, Avenida Corrientes, et Avenida Presidente Roque Sáenz Peña ou Diagonal Norte. C'est sur cette place qu'est érigé le fameux Obélisque de Buenos Aires.
Trois lignes de métro ont une station au niveau de la Plaza Constitución. Elles offrent en plus chacune une correspondance avec les deux autres. Ce sont:
- La station "Carlos Pellegrini" de la ligne
- La station "Diagonal Norte" de la ligne
- Et la station "9 de Julio" de la ligne

Ensemble elles offrent une communication facile vers la plupart des endroits importants de la capitale.

## Origine du nom
Elle porte ce nom en référence à la République argentine, qui est le régime politique en vigueur depuis 1860.

## Historique
À cet endroit se trouvait l'église de San Nicolás de Bari, de grande importance dans l'histoire de l'Argentine, étant donné que ce fut là que le drapeau national fut hissé pour la première fois. On a dû la démolir lors de la création de l'Avenida 9 de julio dans les années 1930.
Au fil des ans, la place a pas mal changé d'aspect, dans le sens d'un rétrécissement de l'espace vert. On a eu besoin de la faire traverser par l'Av. Corrientes pour faciliter le trafic automobile vers le "microcentre" de la grande ville.